# ريتشارد دونبار
ريتشارد دونبار (بالإنجليزية: Richard Dunbar)‏ هو عازف جاز أمريكي، ولد في 1944، وتوفي في 2006.